# 서울 강서구의 국회의원

## 행정구역 변천
- 1977년 9월 1일 영등포구 염창동·목동·등촌동·화곡동·신월동·마곡동·가양동·내발산동·외발산동·공항동·방화동·개화동·과해동·오곡동·오쇠동·신정동에 서울특별시 강서구 설치
- 1988년 1월 1일 강서구 목동·신월동·신정동이 양천구로 분구

## 서울 강서구의 역대 국회의원 일람
| 대수   | 이름           | 소속정당       | 임기                               | 선거구역 |
| ------ | -------------- | -------------- | ---------------------------------- | --- |
| 제10대 | 남재희(南載熙) | 민주공화당     | 1979년 3월 12일 ~ 1980년 10월 27일 | 강서구 일원(제11선거구) |
| 제10대 | 김영배(金令培) | 신민당         | 1979년 3월 12일 ~ 1980년 10월 27일 | 강서구 일원(제11선거구) |
| 제11대 | 남재희(南載熙) | 민주정의당     | 1981년 4월 11일 ~ 1985년 4월 10일  | 강서구 일원(제8선거구) |
| 제11대 | 고병현(高炳鉉) | 민주한국당     | 1981년 4월 11일 ~ 1985년 4월 10일  | 강서구 일원(제8선거구) |
| 제12대 | 김영배(金令培) | 신한민주당     | 1985년 4월 11일 ~ 1988년 5월 29일  | 강서구 일원(제8선거구) |
| 제12대 | 남재희(南載熙) | 민주정의당     | 1985년 4월 11일 ~ 1988년 5월 29일  | 강서구 일원(제8선거구) |
| 제13대 | 이원배(李元湃) | 평화민주당     | 1988년 5월 30일 ~ 1992년 2월 28일  | 강서구 갑: 화곡1동, 화곡2동, 화곡3동, 화곡4동, 화곡5동, 화곡본동                                                            |
| 제13대 | 남재희(南載熙) | 민주정의당     | 1988년 5월 30일 ~ 1992년 5월 29일  | 강서구 을: 염창동, 등촌1동, 등촌2동, 가양동, 발산동, 공항동, 방화1동, 방화2동, 과해동                                       |
| 제14대 | 박계동(朴啓東) | 민주당         | 1992년 5월 30일 ~ 1996년 5월 29일  | 강서구 갑: 화곡본동, 화곡1동, 화곡2동, 화곡3동, 화곡4동, 화곡5동, 화곡6동, 화곡7동, 화곡8동                                 |
| 제14대 | 최두환(崔斗煥) | 민주당         | 1992년 5월 30일 ~ 1996년 5월 29일  | 강서구 을: 염창동, 등촌1동, 등촌2동, 가양동, 발산1동, 발산2동, 공항동, 방화1동, 방화2동, 과해동                             |
| 제15대 | 신기남(辛基南) | 새정치국민회의 | 1996년 5월 30일 ~ 2000년 5월 29일  | 강서구 갑: 화곡본동, 화곡1동, 화곡2동, 화곡3동, 화곡4동, 화곡5동, 화곡6동, 화곡7동, 화곡8동                                 |
| 제15대 | 이신범(李信範) | 신한국당       | 1996년 5월 30일 ~ 2000년 5월 29일  | 강서구 을: 염창동, 등촌1동, 등촌2동, 가양1동, 가양2동, 가양3동, 발산1동, 발산2동, 공항동, 방화1동, 방화2동, 방화3동, 과해동 |
| 제16대 | 신기남(辛基南) | 새천년민주당   | 2000년 5월 30일 ~ 2004년 5월 29일  | 강서구 갑: 등촌2동, 화곡본동, 화곡1동, 화곡2동, 화곡3동, 화곡4동, 화곡5동, 화곡6동, 화곡7동, 화곡8동, 발산1동, 발산2동      |
| 제16대 | 김성호(金成鎬) | 새천년민주당   | 2000년 5월 30일 ~ 2004년 5월 29일  | 강서구 을: 염창동, 등촌1동, 등촌3동, 가양1동, 가양2동, 가양3동, 공항동, 방화1동, 방화2동, 방화3동                           |
| 제17대 | 신기남(辛基南) | 열린우리당     | 2004년 5월 30일 ~ 2008년 5월 29일  | 강서구 갑: 등촌2동, 화곡본동, 화곡1동, 화곡2동, 화곡3동, 화곡4동, 화곡5동, 화곡6동, 화곡7동, 화곡8동, 발산1동, 발산2동      |
| 제17대 | 노현송(盧顯松) | 열린우리당     | 2004년 5월 30일 ~ 2008년 5월 29일  | 강서구 을: 염창동, 등촌1동, 등촌3동, 가양1동, 가양2동, 가양3동, 공항동, 방화1동, 방화2동, 방화3동                           |
| 제18대 | 구상찬(具相燦) | 한나라당       | 2008년 5월 30일 ~ 2012년 5월 29일  | 강서구 갑: 등촌2동, 화곡본동, 화곡1동, 화곡2동, 화곡3동, 화곡4동, 우장산동, 화곡6동, 화곡7동, 화곡8동, 발산1동, 발산2동     |
| 제18대 | 김성태(金聖泰) | 한나라당       | 2008년 5월 30일 ~ 2012년 5월 29일  | 강서구 을: 염창동, 등촌1동, 등촌3동, 가양1동, 가양2동, 가양3동, 공항동, 방화1동, 방화2동, 방화3동                           |
| 제19대 | 신기남(辛基南) | 민주통합당     | 2012년 5월 30일 ~ 2016년 5월 29일  | 강서구 갑: 등촌2동, 화곡본동, 화곡1동, 화곡2동, 화곡3동, 화곡4동, 우장산동, 화곡6동, 화곡8동, 발산1동                       |
| 제19대 | 김성태(金聖泰) | 새누리당       | 2012년 5월 30일 ~ 2016년 5월 29일  | 강서구 을: 염창동, 등촌1동, 등촌3동, 가양1동, 가양2동, 가양3동, 공항동, 방화1동, 방화2동, 방화3동                           |
| 제20대 | 금태섭(琴泰燮) | 더불어민주당   | 2016년 5월 30일 ~ 2020년 5월 29일  | 강서구 갑: 화곡1동, 화곡2동, 화곡3동, 화곡8동, 발산1동, 우장산동                                                            |
| 제20대 | 김성태(金聖泰) | 새누리당       | 2016년 5월 30일 ~ 2020년 5월 29일  | 강서구 을: 등촌3동, 가양1동, 가양2동, 공항동, 방화1동, 방화2동, 방화3동                                                     |
| 제20대 | 한정애(韓貞愛) | 더불어민주당   | 2016년 5월 30일 ~ 2020년 5월 29일  | 강서구 병: 염창동, 등촌1동, 등촌2동, 화곡4동, 화곡본동, 화곡6동, 가양3동                                                    |
| 제21대 | 강선우(姜仙祐) | 더불어민주당   | 2020년 5월 30일 ~ 2024년 5월 29일  | 강서구 갑: 화곡1동, 화곡2동, 화곡3동, 화곡8동, 발산1동, 우장산동                                                            |
| 제21대 | 진성준(陳聲準) | 더불어민주당   | 2020년 5월 30일 ~ 2024년 5월 29일  | 강서구 을: 등촌3동, 가양1동, 가양2동, 공항동, 방화1동, 방화2동, 방화3동                                                     |
| 제21대 | 한정애(韓貞愛) | 더불어민주당   | 2020년 5월 30일 ~ 2024년 5월 29일  | 강서구 병: 염창동, 등촌1동, 등촌2동, 화곡4동, 화곡본동, 화곡6동, 가양3동                                                    |
| 제22대 | 강선우(姜仙祐) | 더불어민주당   | 2024년 5월 30일 ~                  | 강서구 갑: 화곡1동, 화곡2동, 화곡3동, 화곡8동, 발산1동, 우장산동                                                            |
| 제22대 | 진성준(陳聲準) | 더불어민주당   | 2024년 5월 30일 ~                  | 강서구 을: 등촌3동, 가양1동, 가양2동, 공항동, 방화1동, 방화2동, 방화3동                                                     |
| 제22대 | 한정애(韓貞愛) | 더불어민주당   | 2024년 5월 30일 ~                  | 강서구 병: 염창동, 등촌1동, 등촌2동, 화곡4동, 화곡본동, 화곡6동, 가양3동                                                    |

## 같이 보기
- 강서구 갑
- 강서구 을
- 강서구 병
- 서울 영등포구의 국회의원
- 서울 양천구의 국회의원
- 서울 구로구의 국회의원
- 부천시의 국회의원
- 김포시의 국회의원
- 인천 계양구의 국회의원